# Lào tại Thế vận hội
Lào, tên chính thức là Cộng hòa Dân chủ Nhân dân Lào, đã tham dự 9 kỳ Thế vận hội Mùa hè. Lào chưa từng tham gia Thế vận hội Mùa đông và chưa có huy chương Olympic. Quốc gia này đã tẩy chay Thế vận hội Mùa hè 1984.
Ủy ban Olympic quốc gia của Lào được thành lập năm 1975 và được công nhận chính thức bởi Ủy ban Olympic Quốc tế vào năm 1979.

## Bảng huy chương

### Huy chương tại các kỳ Thế vận hội Mùa hè
| Thế vận hội         | Số VĐV        | Vàng          | Bạc           | Đồng          | Tổng số       | Xếp thứ       |
| 1896–1976           | không tham dự | không tham dự | không tham dự | không tham dự | không tham dự | không tham dự |
| Moskva 1980         | 20            | 0             | 0             | 0             | 0             | –             |
| Los Angeles 1984    | không tham dự | không tham dự | không tham dự | không tham dự | không tham dự | không tham dự |
| Seoul 1988          | 3             | 0             | 0             | 0             | 0             | –             |
| Barcelona 1992      | 6             | 0             | 0             | 0             | 0             | –             |
| Atlanta 1996        | 5             | 0             | 0             | 0             | 0             | –             |
| Sydney 2000         | 3             | 0             | 0             | 0             | 0             | –             |
| Athens 2004         | 5             | 0             | 0             | 0             | 0             | –             |
| Bắc Kinh 2008       | 4             | 0             | 0             | 0             | 0             | –             |
| Luân Đôn 2012       | 3             | 0             | 0             | 0             | 0             | –             |
| Rio de Janeiro 2016 | 6             | 0             | 0             | 0             | 0             | –             |
| Tokyo 2020          | chưa diễn ra  |               |               |               |               |               |
| Tổng số             | Tổng số       | 0             | 0             | 0             | 0             | –             |